# Federico da Montefeltro
Federico da Montefeltro, född 7 juni 1422 i Gubbio, död 10 september 1482 i Ferrara, var en italiensk kondottiär och hertig av Urbino. Som kondottiär skapade han sig en stor förmögenhet genom att hyra ut sin här till bland andra påven och republiken Florens. Han lät uppföra ett stort bibliotek, där han samlade böcker och handskrifter. Jämte biblioteket inrättade Federico ett scriptorium med egna kopister och redaktörer. Till Palazzo Ducale i Urbino inbjöd han sin samtids främsta humanister. 
Federico var även en generös och engagerad mecenat och stödde bland andra målarna Piero della Francesca, Paolo Uccello, Giusto di Gand och Pedro Berruguete samt skriftställaren Cristoforo Landino och matematikern Luca Pacioli. Han lät sig alltid avporträtteras i profil från vänster sida, då han tidigare hade förlorat höger öga i samband med en tornering.

## Bilder
| - Pedro Berruguete: Federico da Montefeltro med sonen Guidobaldo. - Piero della Francesca: Jungfrun och Barnet med helgon (Federico da Montefeltro knäböjande till höger). - Federico da Montefeltro. - Gravmonument över Federico da Montefeltro och sonen Guidobaldo i kyrkan San Bernardino degli Zoccolanti i Urbino. |

### Webbkällor
- Benzoni, Gino (1995). ”FEDERICO da Montefeltro, duca di Urbino”. Dizionario Biografico degli Italiani – Volume 45. Treccani. http://www.treccani.it/enciclopedia/federico-da-montefeltro-duca-di-urbino_(Dizionario-Biografico). Läst 18 maj 2019.